# Hassan Majooni
Mohammad Hassan Majooni (persa: حسن معجونی, nascut a Zanjan el 18 de gener de 1968) és un actor iranià.
Va estudiar literatura dramàtica i participà en diversos grups de teatre. Va actuar a les sèries de televisió Mosafran (persa: مسافران)  de Rambod Javan (2009) i Shamdani (persa ]: شمعدانی)  de Soroush Sehhat. El 2014 va participar en la pel·lícula iraniana Ashbah (comercialitzada internacionalment com  Ghosts, premiada al Festival Internacional de Cinema de Fajr. El 2018 va actuar a la pel·lícula Pig de Mani Haghighi, per la qual va guanyar el Premi al millor actor al LI Festival Internacional de Cinema Fantàstic de Catalunya.